# Chalatenango
Chalatenango é um departamento de El Salvador, cuja capital é a cidade de Chalatenango.

## Municípios
1. Agua Caliente
2. Arcatao
3. Azacualpa
4. Chalatenango
5. Citalá
6. Comalapa
7. Concepción Quezaltepeque
8. Dulce Nombre de María
9. El Carrizal
10. El Paraíso
11. La Laguna
12. La Palma
13. La Reina
14. Las Vueltas
15. Nueva Concepción
16. Nombre de Jesús
17. Nueva Trinidad
18. Ojos de Agua
19. Potonico
20. San Antonio de la Cruz
21. San Isidro Labrador
22. San José Cancasque
23. San Fernando
24. San Francisco Lempa
25. San Ignacio
26. San José Las Flores
27. San Luis del Carmen
28. San Miguel de Mercedes
29. San Antonio Los Ranchos
30. San Rafael
31. Santa Rita
32. San Francisco Morazán
33. Tejutla